# 西崎憲
西崎 憲（にしざき けん、1955年 - ）は、日本の小説家、翻訳家、作曲家。音楽レーベル「dog and me records」主宰。出版社「惑星と口笛ブックス」主宰。文学ムック『たべるのがおそい』（書肆侃侃房）編集長。

## 来歴
青森県つがる市生まれ。青森県立鰺ヶ沢高等学校卒業。音楽家を目指して上京し、1985年にうしろゆびさされ組『女学生の決意』（アニメ『ハイスクール!奇面組』EDテーマ）で作曲家デビューを果たす。おニャン子クラブ「シーサイド・セッション」の作曲、堀江由衣や野中藍のアルバムにも編曲家として携わっている。
英米の幻想文学や恐怖小説を愛読しており、それが高じて自ら翻訳を行うようになる。本格的に英語の勉強を始めたのは27歳の時で、当初は"thought"は"think"の過去形であることを知らなかったレベルだったというが、勉強の末に出版社に翻訳の企画を持ち込み認められるまでになる。ジェラルド・カーシュの作品を多く手がけている。
2002年『世界の果ての庭』で第14回日本ファンタジーノベル大賞を受賞し、小説家としてもデビュー。
また、1980年代から歌誌『かばん』に所属して歌人としても活動している。歌人集団『かばん』元購読会員。「フラワーしげる」名義で歌人としても活動。その関係から歌人の穂村弘と長い交友があり、彼のエッセイにしばしば登場する。
2015年、第一回日本翻訳大賞を創設して、みずから選考委員に。
2016年、フジロックフェスティバルにトラッシュキャン・シナトラズのサポートで出演。担当楽器はトランペット。
2021年、『未知の鳥類がやってくるまで』（筑摩書房）が第14回絲山賞を受賞。『ヘディングはおもに頭で』（KADOKAWA）がサッカー本大賞特別賞を受賞。

## 著書

### 単行本
- 『世界の果ての庭 ショート・ストーリーズ』（新潮社） 2002
- 『蕃東国年代記』（新潮社） 2010
- 『ゆみに町ガイドブック』（河出書房新社） 2011
- 『飛行士と東京の雨の森』（筑摩書房） 2012
  - 「理想的な月の写真」（初出：『文學界』2004年5月号）
- 『ビットとデシベル』（「フラワーしげる」名義、書肆侃侃房） 2015 - 歌集
- 『全ロック史』（人文書院） 2019
- 『未知の鳥類がやってくるまで』（筑摩書房） 2020
- 『ヘディングはおもに頭で』（KADOKAWA） 2020
- 『世界学校』（「フラワーしげる」名義、短歌研究社） 2022 - 歌集
- 『本の幽霊』（ナナロク社） 2022

### アンソロジー収録
- 「週末の諸問題」（光文社、『異形コレクション』33収録） 2005.8
- 「罠の前でひざまずいて」（光文社、『異形コレクション』36収録） 2006.8
- 「自殺屋」（光文社、『異形コレクション』38収録） 2007.8
- 「あなたも一週間で歌がうまくなる」（光文社、『異形コレクション』39収録） 2007.12
- 「行列」（河出書房新社、『NOVA 2』収録） 2010.7
- 「開閉式」（河出書房新社、『NOVA 7』収録） 2012.3
- 「スターマン」（惑星と口笛ブックス、『ヒドゥン・オーサーズ』収録） 2017.5
  - 「Starman」（Hawaii Pacific Review） 2020.5
- 「オリアリー夫人」（柏書房、『kaze no tanbun 特別ではない一日』収録）　2019.10
- 「胡椒の船」（柏書房、『kaze no tanbun 移動図書館の子供たち』収録）　2020.12
- 「病院島の黒犬。その後」（柏書房、『kaze no tanbun 夕暮れの草の冠』収録）　2021.6
- 「本の開く音　閉じる音」（新紀元社、『幻想と怪奇 不思議な本棚 ショートショート・カーニヴァル』収録）　2024.6

### 単行本未収録作品
- 「シフト」（『文學界』2005年12月号）

## 翻訳
- 「怪奇小説の世紀」全3巻（訳編、国書刊行会）
『夢魔の家 怪奇小説の世紀1』（E・L・ホワイト他） 1992
『がらんどうの男 怪奇小説の世紀2』（トマス・バーク他） 1993
『夜の怪 怪奇小説の世紀3』（L・P・ハートリー他）1993
- 『第二の銃声』（アントニイ・バークリー、国書刊行会、世界探偵小説全集） 1994、創元推理文庫 2011 ISBN 978-4488123079
- 『郵便局と蛇』（A・E・コッパード、国書刊行会、魔法の本棚） 1996、ちくま文庫 2014
- 「英国短篇小説の愉しみ」全3巻（筑摩書房）
『英国短篇小説の愉しみ1 看板描きと水晶の魚』（佐藤弓生, 高山直之共訳） 1998
『英国短篇小説の愉しみ2 小さな吹雪の国の冒険』（佐藤弓生, 高山直之, 中野善夫共訳） 1999
『英国短篇小説の愉しみ3 輝く草地』（高山直之, 中野善夫共訳） 1999
- 『ヴァージニア・ウルフ短篇集』（編訳、ちくま文庫） 1999
- 『淑やかな悪夢 英米女流怪談集』（倉阪鬼一郎, 南條竹則共編訳、東京創元社） 2000、創元推理文庫 2006

シンシア・アスキス「追われる女」、「シャーロット・パーキンス・ギルマン「黄色い壁紙」、ディルク夫人「蛇岩」、E・ヘロン「荒地道の事件」、キャサリン・マンスフィールド「郊外の妖精物語」を翻訳　
- 『巨人ポール・バニヤン』（ベン・C・クロウ、監訳、ちくま文庫） 2000
- 『ジャージーの悪魔』（ベン・C・クロウ、監訳、ちくま文庫） 2000
- 『四人の申し分なき重罪人』（G・K・チェスタトン、国書刊行会） 2001、ちくま文庫 2010
- 『眺めのいい部屋』（E・M・フォースター、中島朋子共訳、ちくま文庫） 2001
- 『壜の中の手記』（ジェラルド・カーシュ、駒月雅子, 吉村満美子, 若島正共訳、晶文社） 2002、角川文庫 2006
- 『マンスフィールド短篇集』（キャサリン・マンスフィールド、ちくま文庫） 2002
- 『廃墟の歌声』（ジェラルド・カーシュ、共訳、晶文社） 2003
- 『エドガー・アラン・ポー短篇集』（エドガー・アラン・ポー、ちくま文庫） 2007
- 『ヘミングウェイ短篇集』（アーネスト・ヘミングウェイ、ちくま文庫） 2010 ISBN 978-4480426840
- 『ゴースト・ハント』（H・R・ウェイクフィールド（英語版）、創元推理文庫） 2012

今本渉, 倉阪鬼一郎, 鈴木克昌, 南條竹則共訳
- 『短篇小説日和：英国異色傑作選』編訳（ちくま文庫） 2013 ISBN 978-4480430342
「後に残してきた少女」（ミュリエル・スパーク）
「ミセス・ヴォードレーの旅行」（マーティン・アームストロング）
「羊歯」（W・F・ハーヴィー）
「パール・ボタンはどんなふうにさらわれたか」（キャサリン・マンスフィールド）
「決して」（H・E・ベイツ）
「八人の見えない日本人」（グレアム・グリーン）
「豚の島の女王」（ジェラルド・カーシュ）
「看板描きと水晶の魚」（マージョリー・ボウエン）
「ピム氏と聖なるパン」（T・F・ポウイス）
「羊飼いとその恋人」（エリザベス・グージ）
「聖エウダイモンとオレンジの樹」（ヴァーノン・リー）
「小さな吹雪の国の冒険」（F・アンスティー）
「コティヨン」（L・P・ハートリー）
「告知」（ニュージェント・バーカー）
「写真」（ナイジェル・ニール）
「殺人大将」（チャールズ・ディケンズ）
「花よりもはかなく」（ロバート・エイクマン）
「河の音」（ジーン・リース）
「輝く草地（アンナ・カヴァン）
「短篇小説論考 英国短篇小説小史」
「ファンタジーとリアリティー」
「短篇小説とは何か? - 定義をめぐって」
- 『ピース』（ジーン・ウルフ、館野浩美共訳、国書刊行会） 2014 ISBN 978-4336057884
- 『青と緑 ヴァージニア・ウルフ短篇集』（亜紀書房） 2022、ちくま版を増補
- 『郊外のフェアリーテール キャサリン・マンスフィールド短篇集』（亜紀書房） 2022、同上
- 『あの人たちが本を焼いた日 ジーン・リース短篇集』（亜紀書房） 2022

### コナン・ドイル
- 『ドイル傑作選1 ミステリー篇』（アーサー・コナン・ドイル、北原尚彦共編、翔泳社） 1999
- 『ドイル傑作選2（ホラー・SF篇）』（アーサー・コナン・ドイル、北原尚彦共編、翔泳社） 2000
- 『まだらの紐』（コナン・ドイル、北原尚彦共編、創元推理文庫） 2004
- 『北極星号の船長』（コナン・ドイル、北原尚彦共編、創元推理文庫） 2004
- 『クルンバーの謎』（コナン・ドイル、北原尚彦共編、創元推理文庫） 2007
- 『陸の海賊』（コナン・ドイル、北原尚彦共編、創元推理文庫） 2008
- 『ラッフルズ・ホーの奇蹟』（コナン・ドイル、北原尚彦共編、創元推理文庫） 2011 ISBN 978-4488101145

## 編著
- 『文学ムック たべるのがおそい』 Vol.1 - 7（書肆侃侃房） 2016 - 2019
- 『ヒドゥン・オーサーズ Hidden Authors』（惑星と口笛ブックス） 2017
- 『kaze no tanbun 特別ではない一日』（柏書房） 2019
- 『kaze no tanbun 移動図書館の子供たち』（柏書房） 2020
- 『kaze no tanbun 夕暮れの草の冠』（柏書房） 2021